# Daniel Tjärnqvist
Daniel Carl Tjärnqvist (* 14. Oktober 1976 in Umeå) ist ein ehemaliger schwedischer Eishockeyspieler, der im Verlauf seiner aktiven Karriere zwischen 1994 und 2015 unter anderem 352 Spiele für die
Atlanta Thrashers, Minnesota Wild, Edmonton Oilers und Colorado Avalanche in der National Hockey League auf der Position des Verteidigers bestritten hat, hauptsächlich aber für Djurgårdens IF in der Elitserien aktiv war. Den größten Erfolg seiner Karriere feierte Tjärnqvist mit dem Gewinn der Goldmedaille bei den Olympischen Winterspielen 2006 in Turin. Sein jüngerer Bruder Mathias war ebenfalls professioneller Eishockeyspieler. Daniel Tjärnqvist heiratete die Schwimmerin Louise Jöhncke.

## Karriere
Daniel Tjärnqvist wurde während des NHL Entry Draft 1995 in der vierten Runde als insgesamt 88. Spieler von den Florida Panthers ausgewählt. Seine Karriere als Eishockeyspieler begann der Verteidiger bei Rögle BK in seiner schwedischen Heimat, für die er von 1994 bis 1996 zwei Jahre lang in der Elitserien spielte. In der Saison 1996/97 stand Tjärnqvist bei Jokerit Helsinki aus der finnischen SM-liiga unter Vertrag, mit denen er als erster Schwede überhaupt die finnische Meisterschaft gewann. Die folgenden beiden Jahre spielte der Verteidiger wieder in Schweden, für Djurgården Hockey. Die Panthers, die die Rechte am Spieler besaßen, gaben ihn am 25. Juni 1999 zusammen mit Gord Murphy, Herberts Vasiļjevs und einem Achtrunden-Wahlrecht für den NHL Entry Draft 1999 im Tausch für Trevor Kidd an die Atlanta Thrashers ab. Die folgenden beiden Jahre spielte Tjärnqvist jedoch weiter für Djurgården, mit denen er 2000 und 2001 jeweils den nationalen Meistertitel errang.

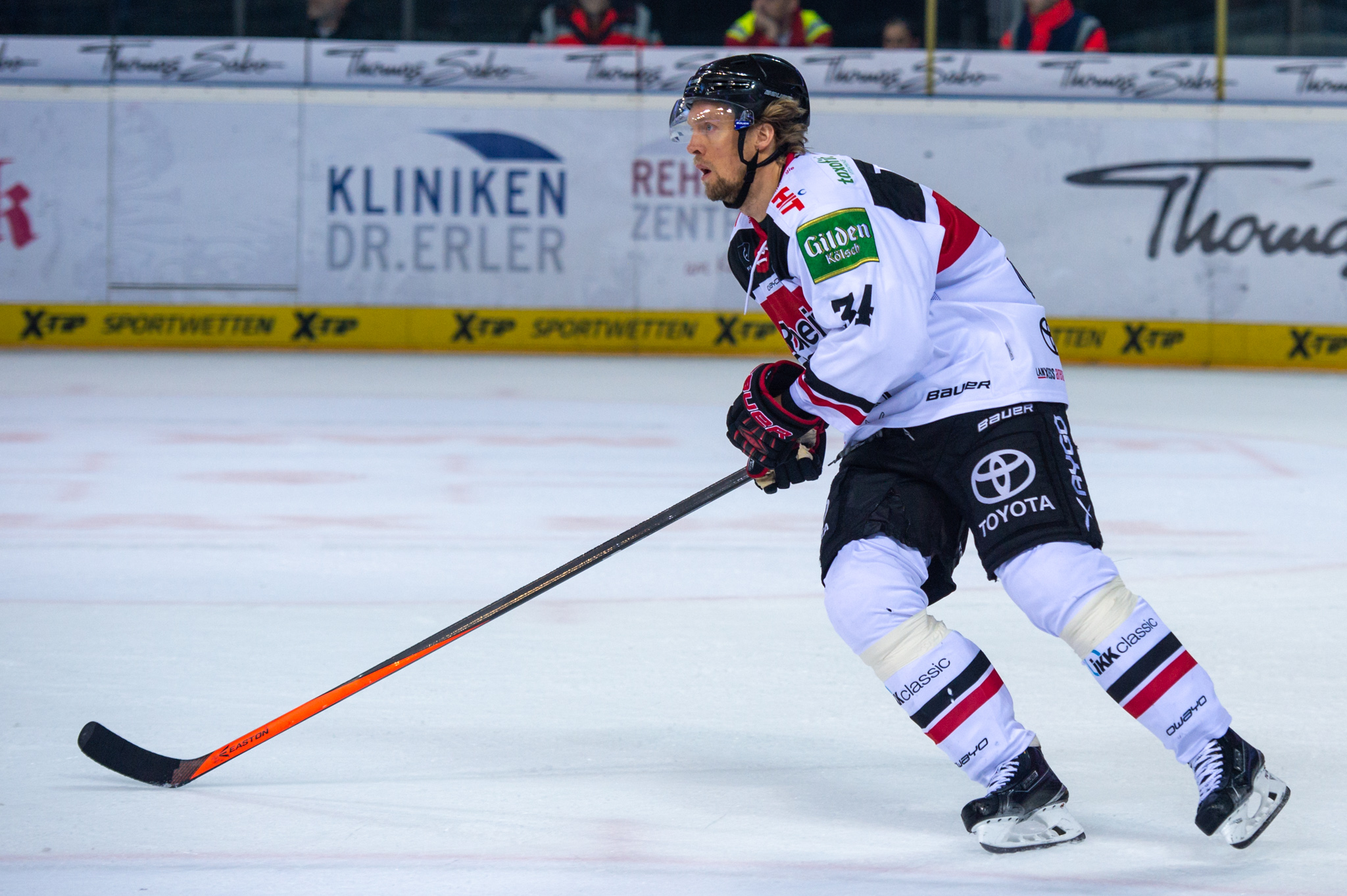
Tjärnqvist (2014) im Trikot der Kölner Haie

Im Sommer 2001 wurde der Schwede erstmals in den Kader der Thrashers aufgenommen und spielte die folgenden drei Jahre für Atlanta in der National Hockey League. Während des Lockout in der NHL-Saison 2004/05 stand er erneut bei Djurgården aus seiner schwedischen Heimat unter Vertrag, zu denen er am 16. September 2004 als Free Agent gewechselt war. Ebenfalls als Free Agent wurde Tjärnqvist 2005 von den Minnesota Wild verpflichtet. Nach nur einem Jahr verließ er Minnesota wieder und unterschrieb bei den Edmonton Oilers. Einen Großteil der Saison 2006/07 verpasste er verletzungsbedingt, so dass er nur auf 37 Einsätze für die Oilers kam.
Während der Saison 2007/08 stand der Verteidiger in der russischen Superliga für Lokomotive Jaroslawl auf dem Eis, ehe er am 3. Juli 2008 als Free Agent von den Colorado Avalanche verpflichtet wurde. Diese verlängerten nach der Spielzeit 2008/09 seinen Kontrakt nicht, sodass der Schwede sich für ein Engagement bei Lokomotive Jaroslawl aus der Kontinentalen Hockey-Liga entschied. Im Juni 2011 erhielt der Verteidiger erneut einen Vertrag bei Djurgården Hockey aus der Elitserien und unterzeichnete für eine Saison. Nach dem Abstieg mit dem Klub aus der höchsten schwedischen Spielklasse, entschloss sich Tjärnqvist zu einem Wechsel zu den Kölner Haien, bei denen er einen Vertrag für die Saison 2012/13 unterzeichnete. Im Januar 2013 zog der Linksschütze seinerseits die Option zur Verlängerung seines Vertrages bis Sommer 2014. Im Anschluss an die Saison 2014/15 entschied man sich bei den Haien aufgrund der Nichtqualifikation für die Play-offs für einen personellen Umbruch und teilte Tjärnqvist mit, dass er trotz laufenden Vertrages keine Rolle mehr in den sportlichen Planungen spielt.

### International
Für sein Heimatland Schweden nahm Tjärnqvist von 2001 bis 2004 an vier Weltmeisterschaften, der U18-Junioren-Europameisterschaft 1994, zwei Junioren-Weltmeisterschaften in den Jahren 1995 sowie 1996, den Olympischen Winterspielen 2006 und dem World Cup of Hockey 2004 teil. Sein größter Erfolg mit der Nationalmannschaft war der Gewinn der Goldmedaille bei den Olympischen Winterspielen in Turin im Jahr 2006.

## Erfolge und Auszeichnungen
- 1997 Finnischer Meister mit Jokerit Helsinki
- 2000 Schwedischer Meister mit Djurgårdens IF
- 2001 Schwedischer Meister mit Djurgårdens IF

### International
| - 1994 Goldmedaille bei der U18-Junioren-Europameisterschaft - 1995 Bronzemedaille bei der Junioren-Weltmeisterschaft - 1996 Silbermedaille bei der Junioren-Weltmeisterschaft - 2001 Bronzemedaille bei der Weltmeisterschaft - 2002 Bronzemedaille bei der Weltmeisterschaft | - 2002 Bester Verteidiger der Weltmeisterschaft - 2003 Silbermedaille bei der Weltmeisterschaft - 2004 Silbermedaille bei der Weltmeisterschaft - 2006 Goldmedaille bei den Olympischen Winterspielen |

## Karrierestatistik

### International
Vertrat Schweden bei:
| - U18-Junioren-Europameisterschaft 1994 - U20-Junioren-Weltmeisterschaft 1995 - U20-Junioren-Weltmeisterschaft 1996 - Weltmeisterschaft 2000 - Weltmeisterschaft 2001 | - Weltmeisterschaft 2002 - Weltmeisterschaft 2003 - Weltmeisterschaft 2004 - World Cup of Hockey 2004 - Olympischen Winterspielen 2006 |

(Legende zur Spielerstatistik: Sp oder GP = absolvierte Spiele; T oder G = erzielte Tore; V oder A = erzielte Assists; Pkt oder Pts = erzielte Scorerpunkte; SM oder PIM = erhaltene Strafminuten; +/− = Plus/Minus-Bilanz; PP = erzielte Überzahltore; SH = erzielte Unterzahltore; GW = erzielte Siegtore; 1 Play-downs/Relegation; Kursiv: Statistik nicht vollständig)